# Operace Tannenberg

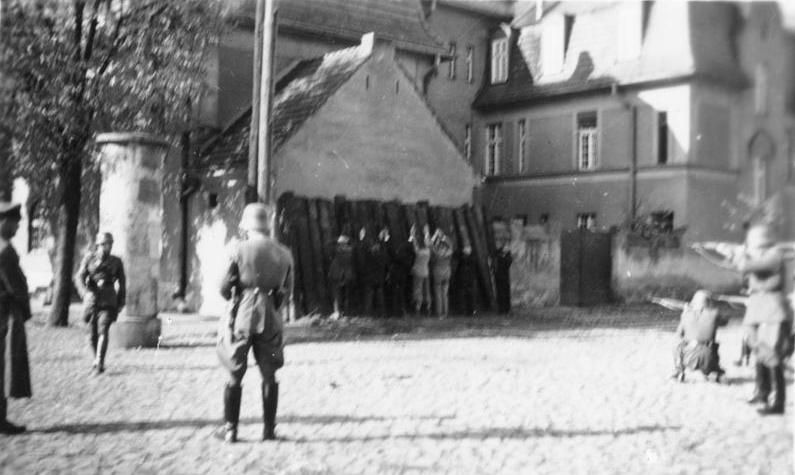
Popravy Poláků ve městě Kórnik 20. října 1939

Operace Tannenberg (německy: Unternehmen Tannenberg) bylo označení pro jednu z vyhlazovacích akcí zaměřených na polský lid během druhé světové války, část Generalplanu Ost. Zatýkací seznamy (Sonderfahndungsbuch Polen) připravené Němci před válkou identifikovaly více než 61 000 příslušníků polské elity: aktivisty, vzdělance, studenty, herce, bývalé úředníky a další, kteří měli být internováni nebo zastřeleni. Příslušníci německé menšiny žijící v Polsku pomáhali s přípravou seznamů.
Plán byl vytvořen v květnu 1939. Na příkazy Adolfa Hitlera byla v rámci Hlavního úřadu říšské bezpečnosti (Reichssicherheitshauptamt) vytvořena speciální jednotka nazývaná Tannenberg. Velela několika Einsatzgruppen der Sicherheitspolizei und des SD tvořeným gestapem, kriminální policií a SD důstojníky, kteří byli teoreticky podřízeni místním velitelům wehrmachtu. Jejich úkolem bylo zatknout všechny lidi, kteří byli uvedeni na seznamech vytvořených před vypuknutím druhé světové války.
Nejprve bylo v Německu v srpnu roku 1939 zatčeno a zavražděno kolem 2000 aktivistů polských menšinových organizací. Druhá část akce začala 1. září 1939 a skončila v říjnu, jejímž výsledkem bylo minimálně 20 000 mrtvých v 760 masových popravách vykonaných speciálně zaúkolovanými jednotkami nebo Einsatzgruppen s pomocí od běžných jednotek wehrmachtu (ozbrojené síly). Kromě toho byla vytvořena speciální formace z německé menšiny žijící v Polsku, která byla pojmenována Selbstschutz. Členové této formace trénovali před válkou v Německu v kurzu a partyzánských bojích. Selbstschutz byla zodpovědná za spoustu hromadných zabíjení a kvůli špatné pověsti byla nacistickými úřady po zářijové kampani rozpuštěna.
Operace Tannenberg se do určité míry prolínala s rozsáhlejší akcí zaměřenou na likvidaci polské inteligence - tzv. Intelligenzaktion.